# 녹턴

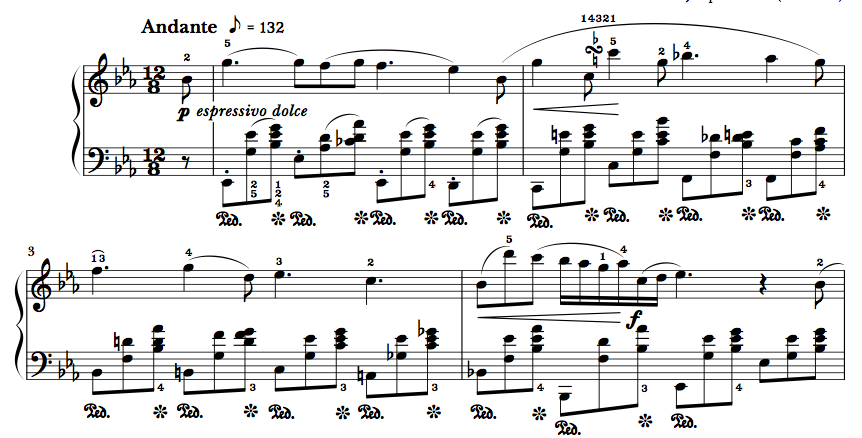
쇼팽의 야상곡중 대표작인 Op.9 no.2

녹턴(프랑스어: Nocturne,라틴어: Nocturnus) 또는 야상곡(夜想曲)은 하루 중 '밤'의 속성에 영감을 받아 작곡된 음악 장르를 가리킨다. 주로 피아노용이나, 가끔은 관현악용(멘델스존), 실내악용(보로딘), 가곡용(새뮤얼 바버, 본윌리엄스), 합창용(에드가르 바레즈) 등도 존재한다.

## 역사
녹턴이라는 명칭은 18세기 때 저녁파티에 주로 연주한던 곡을 일컫는다. 가끔 모차르트의 quadraphonic Notturno in D, K.286에서 보듯이 이태리어 Notturno를 일컫기도 했다.
녹턴이 독자적인 음악장르로 활발히 작곡되기 시작한 것은 19세기이다. 이 시기에 여러 작곡가들이 주로 피아노 독주곡으로 녹턴을 작곡하였다. 특히 아일랜드 출신 작곡가인 존 필드가 최초로 녹턴집을 작곡하여 출판하였다. 존 필드는 주로 아르페지오와 칸타빌레식 멜로디, 그리고 기타와 유사한 스타일의 반주가 들어있는 곡들로 녹턴집을 구성하였다. 최초 야상곡 작곡가이기 때문에 '녹턴의 아버지’라고 불리기도 한다.
녹턴의 선구자는 존 필드이지만, 가장 유명하고 널리 알려진 녹턴 작곡가는 《21개의 녹턴》을 작성한 프레데리크 쇼팽이다. 이그나 레이바흐는 '다섯 번째 녹턴'이라는 19세기 때 제일 유명했던 야상곡을 작곡했지만, 지금은 거의 잊힌 작곡가다. 훗날 녹턴 작곡가 가운데 이름 알려진 작곡가들은 가브리엘 포레, 알렉산드르 스크랴빈, 에릭 사티, 프랑시스 풀랑크, 피터 스쿨트롭 등이다. 벨라 바르토크는 '밤의 악장'이라는 피아노 야상곡에서 자연의 소리를 흉내 냈다. 예를 들자면, 새의 지저귀는 소리나 다른 숲 곤충 소리 외에도, 전체적으로 조용하고 고독한 느낌까지 드는 멜로디로 곡을 형성하였다. 미국 작곡가인 로웰 리버만은 11개 야상곡을 작곡하였다. 20세기 대표적인 야상곡을 더 꼽자면 마이클 글렌 윌리엄스, 새뮤얼 바버, 로버트 헬프스가 작곡한 녹턴이 있다. 그 외에도 펠릭스 멘델스존이 작곡한 관현악곡 《한여름 밤의 꿈》(1848), 클로드 드뷔시의 관현악과 합창을 위한 녹턴과 드미트리 쇼스타코비치가 작곡한 바이올린용 녹턴(Violin Concerto No.1, 1948)이 있다. 여기서 알 수 있듯이, 녹턴은 피아노 독주용 외에도 다양하게 작곡되었다.
야상곡은 종종 평온하고, 표현력이 풍부하고 서정적이고, 간혹 우울하거나 음침한 느낌을 주로 주지만, 많은 야상곡을 보면 이 외에도 다양한 감정을 표현하고 있다. 드뷔시의 두번째 관현악 야상곡과 카롤 시마노프스키의 "Nocturne and Tarantella" (1915), 그리고 카이코스루 샤푸르지 소랍지의 "Symphonic Nocturne for Piano Alone" (1977-78)같은 예는 매우 활기차고 흥이 돋는 느낌을 준다.
녹턴이라는 단어는 후에 미술분야에서도 쓰였다. 제임스 아봇 맥닐 휘슬러는 자신의 화려하고 아름다운 스타일의 그림을 "녹턴 페인팅 painting" 이라고 불렀다. 실제로 드뷔시 야상곡들은 휘슬러 그림에 영감을 받았다.

## 대표적인 야상곡 작곡가들
- 샤를 발랑탱 알캉: 5개의 피아노용 야상곡
- 조르주 비제: 프리미엄 바장조 녹턴' Op. 2 와 라장조 야상곡
- 프레데리크 쇼팽: 21개의 피아노용 야상곡
- 칼 체르니: 17개의 피아노용 야상곡
- 클로드 드뷔시: 오케스트라와 합창단용 야상곡 3개, 그리고 피아노용 야상곡 1개를 작곡함
- 가브리엘 포레: 13개의 피아노용 야상곡
- 존 필드: 야상곡의 선구자
- 미하일 글린카: 총 3곡의 야상곡: 내림마장조, 바장조, "후회"
- 케빈 켈러: 총 10개의 피아노용 야상곡
- 이그나 레이바흐: 그의 다섯번째 야상곡 (나머지 야상곡들은 다 잘 알려지지 않음)
- 로웰 리버만: 11개의 피아노용 야상곡
- 프란츠 리스트: "En Reve",사랑의 꿈, 세 종류의 노투르노가 있다.
- 펠릭스 멘델스존: 한여름 밤의 꿈 음악
- 프랑시스 풀랑크:8개의 피아노용 독주곡 (1929)
- 에릭 사티: 5개의 피아노용 야상곡 (1919)
- 클라라 슈만 (클라라 비크): 바장조 야상곡 Op.6 No.2 (1819-1896)
- 알렉산드르 스크랴빈:총 4개의 야상곡을 작곡함. 그 중 한곡은 왼손용 야상곡.
- 카이코스루 샤푸르지 소랍지: 30개가 넘는 피아노용 야상곡[5]